# Jorge Vargas (ur. 1993)
Jorge Estuardo „Correcaminos” Vargas García (ur. 26 lutego 1993 w mieście Gwatemala) – gwatemalski piłkarz występujący na pozycji skrzydłowego, reprezentant Gwatemali, od 2023 roku zawodnik Xelajú MC.
Profesjonalnym piłkarzem i reprezentantem kraju był również jego ojciec Jorge Vargas.

## Kariera klubowa
Vargas pochodzi ze strefy 8 stołecznego miasta Gwatemala. W wieku 13 lat dołączył do akademii juniorskiej lokalnego potentata Comunicaciones FC, któremu kibicował od dziecka i w którym przed laty występował jego ojciec. Do pierwszej drużyny został włączony przez trenera Ivána Franco Sopegno i w gwatemalskiej Liga Nacional zadebiutował 19 stycznia 2013 w wygranym 1:0 spotkaniu z Petapą. Wywalczył z Comunicaciones cztery mistrzostwa Gwatemali (Clausura 2013, Apertura 2013, Clausura 2014, Apertura 2014) i jedno wicemistrzostwo Gwatemali (Clausura 2016), lecz jego wkład w te sukcesy był znikomy. Występował niemal wyłącznie w trzecioligowych, a potem drugoligowych rezerwach o nazwie Cremas B, a także spędził pół roku na wypożyczeniu w Antigua GFC. Tam 28 lutego 2015 w wygranej 4:0 konfrontacji z Halcones strzelił debiutanckiego gola w pierwszej lidze.
W styczniu 2017 Vargas został ściągnięty do drużyny Deportivo Guastatoya przez trenera Amariniego Villatoro, który dostrzegł jego talent w drugiej lidze. Od razu został kluczowym piłkarzem formacji ofensywnej, tworząc bramkostrzelny duet napastników z Ángelem Rodríguezem. Wraz z Guastatoyą wywalczył mistrzostwo Gwatemali (Clausura 2018), pierwsze w historii klubu. Jego udane występy zaowocowały zainteresowaniem ze strony meksykańskiego drugoligowca Cafetaleros de Tapachula, a jego rodak Carlos Ruiz polecił go do amerykańskiego Las Vegas Lights FC. Ostatecznie zdecydował się na powrót do swojego macierzystego Comunicaciones FC, z którym zdobył tytuł wicemistrza Gwatemali (Apertura 2018).
W styczniu 2020 ogłoszono, że Vargas zostanie piłkarzem ówczesnego mistrza kraju, CSD Municipal. Transfer został odebrany przez media i kibiców jako bardzo kontrowersyjny, gdyż Municipal pozostaje odwiecznym i derbowym rywalem Comunicaciones. Zatrudnieniem piłkarza interesował się wówczas też peruwiański Deportivo Municipal. Ostatecznie gwatemalski Municipal anulował transfer, gdyż kilka dni wcześniej Vargas podpisał umowę z Deportivo Guastatoya. Zawodnikowi groziła dyskwalifikacja za podpisanie kontraktów równocześnie z dwoma klubami, lecz ostatecznie dołączył on do Guastatoyi. Zdobył z nią kolejne mistrzostwo Gwatemali (Apertura 2020).

## Kariera reprezentacyjna
W marcu 2013 Vargas został powołany do reprezentacji Gwatemali U-20 na Igrzyska Ameryki Środkowej w San José. Tam rozegrał dwa mecze, a jego drużyna odpadła z męskiego turnieju piłkarskiego w półfinale z Kostaryką (1:2) i zajęła czwarte miejsce.
W seniorskiej reprezentacji Gwatemali Vargas zadebiutował za kadencji selekcjonera Waltera Claverí, 15 sierpnia 2018 w wygranym 3:0 meczu towarzyskim z Kubą. Premierowego gola w drużynie narodowej strzelił 5 września 2019 w wygranej 10:0 konfrontacji z Anguillą w ramach Ligi Narodów CONCACAF.